# Rodolfo Fantuzzi
Rodolfo Fantuzzi, né le 5 mai 1779 ou en 1781 à Bologne et mort en 1832 dans la même ville, est un peintre néoclassique italien des XVIIIe et XIXe siècles.

## Biographie
Rodolfo Fantuzzi a commencé sa formation d'artiste peintre à l'école de Vincenzo Martinelli qui était alors avec lui plus grand représentant de la peinture murale à la fin du XVIIIe siècle. Il emménage à Rome en 1810 pour compléter sa formation d'artiste avec la nouvelle génération de peintres paysagistes européens. C'est toutefois à Bologne qu'il commence ses premières peintures, les Stanze a paese ou Chambres de campagne, peintures qui privilégient le paysage, conformément à une tradition locale qui s'étendait du XVIIe siècle à la première moitié du siècle suivant. Se basant sur ces mêmes scènes, un certain Bosi attribue à Fantuzzi un talent et un privilège d'avoir surmonté ses maîtres dans la « splendeur du teint » et la « vivacité de l'air », un jugement réfuté par Pietro Giordani qui considérait ses œuvres plutôt inclinées vers l'héroïque et le sublime mais rigoureuses d'un accord avec le maître de Fantuzzi, Martinelli. En 1797, il travailla au Palazzo Hercolani de Bologne en compagnie de Martinelli et de Gaspare Bigari, qui mourut peu après, pour la décoration de l'intérieur du palais. Il revint y exécuter une gigantesque murale entre 1815 et 1816, son œuvre la plus significative. Il décède en 1832 dans sa ville natale,,.

## Œuvres
Ses œuvres portent la plupart du temps sur la nature et sa beauté. En voici quelques-unes :
- Paesaggio fluviale con ponte in forma di tempio ed erma (circa 1815), collection privée, Encre sur papier, 19 × 22 cm[4] ;
- Paesaggio lacustre con capanno (1820), Gregory's Casa d'Aste, huile sur carton[5].